# Kiaby distrikt
Kiaby distrikt är ett distrikt i Kristianstads kommun och Skåne län. 
Distriktet ligger nordost om Kristianstad. 

## Tidigare administrativ tillhörighet
Distriktet inrättades 2016 och utgörs av socknen Kiaby i Kristianstads kommun.
Området motsvarar den omfattning Kiaby församling hade vid årsskiftet 1999/2000.